# 南卡费扎尔
南卡费扎尔是巴西巴拉那州的一个市镇。总面积336.205平方公里，总人口4348人，人口密度12.9人/平方公里。